# Joey DeFrancesco
Joey DeFrancesco, född 10 april 1971 i Springfield, Delaware County, Pennsylvania, död 25 augusti 2022 i Phoenix, Arizona, var en amerikansk jazzorganist, trumpetare, saxofonist och vokalist.
Under sin karriär spelade han med musiker som Arturo Sandoval, John McLaughlin, Benny Golson, Elvin Jones, George Benson, John Scofield, Joe Lovano och finns inspelad med musiker som Ray Charles, Bette Midler och Van Morrison.
Sommaren 2019 spelade Joey DeFrancesco på Ystad Sweden Jazz Festival tillsammans med Troy Roberts på kontrabas och tenorsax och Khary Abdul-Shahe på trummor.